# 직물

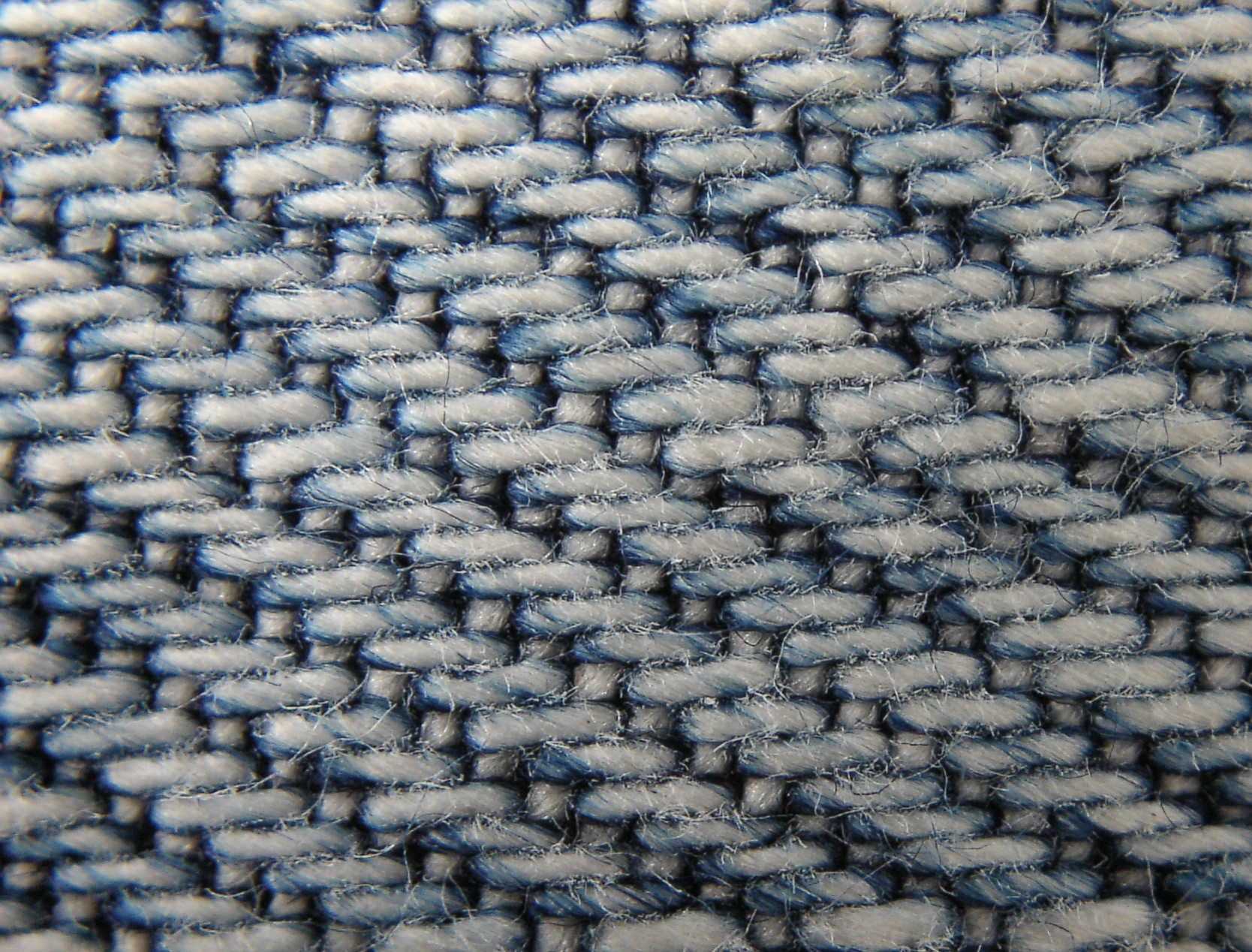

직물(織物, 영어: woven fabric)은 날실과 씨실을 직기에 걸어서 직각으로 교차시켜 짠 물건을 통틀어 이르는 말이다. 피륙의 한 종류이며 옷감으로 사용되는 천, 원단 등이 대표적인 직물이다. 그밖에도 실내장식용, 의료용, 운송용, 산업자재용 등 그 용도가 다양하다. 실의 교차 방법에 따라 평직·능직·수자직 등으로 분류된다. 직물의 짜임새는 옷감의 강도·촉감·내추성·보온성·통기성 등과 관련이 있다. 원료에 따라 견직물, 모직물, 마직물, 면직물 등으로 나뉜다.
날실은 세로 방향으로 놓이며, 씨실은 가로 건너 짠다. 피륙을 짜는 일은 세로로 놓인 날실에 씨실을 가로로 건너 엮는 과정이다. 실로 짠, 옷이나 이부자리 따위의 감이 되는 물건은 천이라고 부르고, 그 조각은 헝겊이라 한다. 직물이나 천은 실이나 가닥으로 일컫는 자연적이거나 인공적인 섬유의 네트워크로 이루어진 유연한 짜임새이다. 실은 기다란 가닥을 만들기 위해 울(양털), 리넨, 면 등을 꼬면서 만들어진다. 직물은 손으로짜기, 뜨개질하기, 코바늘꿰기, 매듭매기, 직물에 힘 가하기 등으로 이루어진다.

## 염직의 성립
염직을 그 제작기술과, 그것을 의료(衣料)로 하거나 실내장식의 재료로서 사용한 점, 그리고 예술적 관점에서 본다면 염직의 역사는 고대 중국·인도·페르시아를 통하여 유럽에 전해진 소위 실크로드의 교역시대인 2000년 전으로 거슬러 올라가지 않으면 안 된다. 중국·페르시아에서 발달한 문직(紋織)·금직(錦織)은 비잔틴을 통하여 이탈리아에 퍼졌고, 이윽고 르네상스를 거쳐서 프랑스를 비롯한 유럽 각국에 전해졌으며 오늘날의 직물공업의 골격을 이루고 있다. 더욱이 옷감을 짜는 데도 물들이는 데도 그 기술은 각 민족·각 지역이 저마다 고유한 기술을 스스로 발견하고 발달시키고 있으므로 반드시 기술의 발생을 일원적으로 한정할 수 없다. 직물은 씨줄과 날줄을 원칙으로 하고 상하직각으로 교차시켜 구성한 것으로서, 날줄을 가지런히 정렬하여 세워논 폭과, 씨줄을 짜 넣어서 얻어진 길이를 갖는 평면적인 이른바 포지(布地)라고 할 수 있다. 직물·메리야스·레이스·망사(網絲) 펠트(felt) 등도 모두 섬유제품이다.

## 고대의 직물
가장 오랜 직물로서 스위스의 호상(湖上) 생활인의 마직물이 현존하고 있다. 신석기시대 것으로, 수천, 수만년 전으로 추정되고 있다. 이집트의 미이라를 싸고 있는 마직물은 기원전 수천년 전으로 추정된다. 중국의 견직물은 은시대에 능직(綾織)을 짰다고 하며 후에 금직도 짜냈으며 실크로드의 번성으로 계속되었다. 모직물은 중앙아시아에서 기원하였고, 주요한 의료(衣料)가 되어 왔다. 금직은 인도에서 기원전 8세기의 기록을 가지고 있다.

## 콥트(copt)직
이집트는 일찍부터 마직물을 만들고 있었는데, 마포(麻布)를 바탕으로 하여 이것에 모사를 사용하여 철직(綴織)으로 하였고, 1세기∼9세기에 걸쳐서 화려한 직물을 만들었다. 이를 콥트직이라 부르고 있다. 콥트직에는 초기 그리스·로마식의 인물·화문을 모티프로 한 흑백으로 표현된 것, 페르시아 사산조(朝)식의 섬세하고 다색적인 표현으로 된 것, 비잔틴식의 다색적이고 호화로운 것으로 나뉜다.

## 페르시아의 직물
페르시아로 대표되는 이슬람 제국의 직물은 정교하기로 유명한데 금직의 경직물·비로드(우단)·융단 등도 만들었다. 그 정치(精緻)한 디자인은 후세까지 각지의 직물의 규범이 되었고, 더욱이 융단은 오늘날에도 세계 각국에서 최고품으로 평가받는다

## 이탈리아의 직물
이탈리아의 직물은 15세기를 정점으로 발달하고 무늬 비로드의 기술이 높은 수준을 보이고 있다. 이것이 프랑스로 진전된다.

## 프랑스의 직물
르네상스 이후 17세기에는 고급직물의 중심이 프랑스로 옮겨져 루이14세 시대의 바로크조, 루이16세 시대의 로코코조를 비롯하여 앙피르양식, 근대 디자인의 각 양식을 차례로 선보임으로써 파리는 오늘날까지도 세계 디자인계의 중심지 역할을 하고 있다.

## 고블랭(gobelins)직
이집트의 콥트와 마찬가지로 철직에 속하는 것이다. 루이14세 시대를 최성기로 하고 전후에 많은 태피스트리(벽휘장)를 남기고 있으며, 현재도 뤄르사(Leau Lurca) 같은 작가가 존재한다. 벽휘장이나 의자에 붙이는 천·쿠션 등은 고급직물의 왕좌를 차지하고 있다.

## 영국의 직물
18세기 이후 모직물이 발달하였고 이윽고 산업혁명으로 방적직포(紡績織布)의 대량 생산체제가 갖추어졌다. 더 나아가 파킨스의 인조염료, 살돈네의 인조견사가 나와 근대 직물공업시대로 접어들었다.

## 아메리카 대륙의 직물
페루, 멕시코 등에는 잉카, 마야의 고대문명 시기에 면·라마털을 사용한 직물이 있었다. 이집트의 콥트에 버금가는 철직으로서 독특한 무늬와 함께 높이 평가되고 있다.

## 중국의 직물
일찍부터 견직물이 발달했으며, 주시대에는 이미 금직을 짤 정도로 기술발전이 이루어졌다. 촉강금직(蜀江錦織)은 삼국시대의 촉나라(四川省)에서 짜인 것으로서 금직의 대표격으로 실크로드를 통해 유럽에 수출된 것으로 알려져 있다. 당·송대를 거쳐 순자(純子：緞子라고도 한다)가 의료(衣料)로서 발달하여, 다른 직물기술과 함께 우리나라에 전래되었다. 원시대에는 페르시아, 인도의 직물기술이 수입되어 모골(mogol)직(金銀絲를 사용한 것)을 사출하고 사라사도 만들어졌다. 이어서 명시대로 들어서면 천이 얇은 주자(朱子－윤택이 많은 직물, 儒子라고도 한다)가 짜여지고 여기에 자수(刺繡)를 하는 것도 번성하게 되었다. 자수와 아울러 철직(綴織)이 있는데, 각사(刻絲)로 불리며 실이 가늘고 짜임새가 섬세하다.

## 인도의 직물
인도에는 옛날부터 금직물이 있었고 금은사(金銀絲)를 사용한 얇은 천의 직물을 모골직이라 하는데 모골왕국의 이름에서 나온 말이다. 사라사는 인도를 중심으로 동남아시아 각지에서 산출된다. 염볍(染法)에는 각국이 저마다 다른 것이 있는데, 샴 사라사, 자바 사라사(蠟染) 등이 있다. 인도 사라사가 유럽 각지에서 대호평을 받은 것은 동인도회사에 관한 기록에 잘 나타나 있다. 사라사는 인도 특유의 무늬 －페즈레(생명의 나무)－가 있는데, 오늘날에도 페즈레는 이따금 세계적으로 유행을 반복하는 염직의 직물무늬의 하나이다. 북부카시미아 지방에서 산출되는 카시미아 산양 털을 사용한 카시미아직은 사라사와 동취(同趣)의 페즈레 무늬를 짜내고 있다.

## 염직 무늬의 형식
무늬는 본디 장식적인 것이었으나 그 발생에는 신앙으로 통하는 것, 특정 부족이나 계급 등을 표현하는 상징적인 의미를 가진 것이었다. 전자는 길사(吉事)를 원하는 칠복신(七福神), 송죽매(松竹梅), 학구(鶴龜) 따위와 같은 것이고, 후자에는 임금의 직문(織紋)으로서 동죽(桐竹) 봉황이 있으며 색채에 의하여 계급의 권위를 표시하는 것도 짜여져서 유직문(有織紋), 금색(禁色)이라고 하는 제도도 안출되어 있었다. 스코틀랜드의 오센틱 타턴 따위가 그 예로 되어 있다. 이처럼 발생이나 과정에 특유한 의미가 있었던 것도 오늘날에는 오로지 미적인 대상으로 생각되는 것이 많다. 일반적으로 문양과 무늬를 구별하여 문양 쪽은 환문(環紋)·화문(花紋)·동물문(動物紋)이라는 방식을 쓰고, 직문(織紋)이나 문소(紋所)로 만들기 위하여 어느 정도 기하학적인 구성에 편의화·단순화를 가하고 있다. 무늬 편은 전체적인 무늬, 옷단의 무늬라고 하듯이 화학적인 구성이나 표현을 내포하고 있어서, 장식을 한다는 의미를 갖게 하고 있다. 도안이란 말은 구한국 말기에 생긴 말인데, 이는 문양·무늬를 붙이기 이전의 과정이라 생각된다. 목적·대상이 되는 의장(衣裝)이나 다른 공예품에 대하여, 그림무늬의 선정·색채·소재 등에 대하여 미적인 설계를 하는 의미로 사용되고 있다. 광의로는 이것들을 일괄하여 무늬라 하고 있으나 그 형상과 사용목적의 구별에 띠라서 저마다 나뉘어 쓰이고 있다. 오늘날의 의장(意匠：design)이라 부르고 있는 것은 미적인 그리고 실용적인 효과를 고려하여 생산기술이나 사용 목적에 알맞은 제작설계를 한다는 뜻으로 사용되고 있다.

## 염직의 명작

### 콥트(copts)
간단한 터치와 색조로 나상(裸像)을 짜내고 있다. 이와 같이 이야기가 담긴 인물을 자유롭게 표현할 수 있게 된 것은 과연 헬레니즘의 영향을 받은 그리스 로마시대의 콥트직이 가지는 특징이고 훌륭한 점이다. 이 작품은 25×20cm 정도로 당시 튜니크(東方衣服으로 그리스·로마에 영향을 준 筒袖로 키가 큰 寬衣)의 어깨와 가슴 부분에 달았던 장식열(裝飾裂)이다. 그리스 로마시대의 콥트직(織)은 단색이 많고 농자일색(濃紫一色)이라고 하여도 좋을 만큼 극히 적은 부분에 빨강이나 황다(黃茶)를 점찍고 있다. 이 농자가 양모를 유명한 패자(貝紫－조가비에서 취한 귀중한 紫染料로서 고대인이 자주빛을 黃色으로 여긴 연유가 있는 것)로 물들인 것이라고 한다. 무늬를 구성하는 씨줄은 여의 짜임새에 비교하여 가늘지 않으므로 눈, 코, 입술, 가슴 등에 흰 마사(麻絲)로 나중에 수를 놓고 있는 것이 보인다. 세부는 직출하지 않고 이와 같이 보충한다.

### 프레 잉카(Pre Inca)
프레 잉카 및 잉카제국시대에 걸쳐서 고대문명은 목면과 라마·알파카 그 밖의 동물 털을 사용하여 많은 아름다운 직물을 만들었다. 페루, 볼리비아, 에콰도르를 포함한 지역을 차지하고 있는 프레 인카 문화의 특징은 건축에서 거석을 교묘하게 사용하였다는 것, 그릇으로는 채색되지 않은 토기가 많다는 것, 이것들보다 우수할지언정 떨어지지 않는 직물이 있다는 것 등이라고 할 수 있다. 철직이 많은데 그 밖에 염직과 자수가 있다. 실이 섬세하고 다양한 기교를 구사하고 있다는 것, 예를 들면 깃털을 짜넣거나 금속 또는 조가비를 붙이거나 하는 따위를 들 수 있다. 염색의 빛깔의 범위는 대단히 넓다. 페루 특유의 기하화 무늬인데, 단순화되어 마치 애당초부터 기호 따위였던 것처럼 변했으나 인카 디자인의 특이성이 보인다.

### 융단
페르시아는 세계 직물의 본보기이고 보고라고 할 수 있다. 고대에 있어서 중국이나 인도와 교류가 있었고, 중국의 금직(錦織)이 페르시아와의 교류에 의하여 높아졌음은 분명하고 인도의 사라사나 카시미아직도 페르시아의 영향 없이는 생각할 수 없다. 현대의 유럽인 및 미국인들에게도 페르시아 융단에 대한 이미지가 강하게 남아 있음을 알 수 있다. 페르시아 융단 중에는 이 형식 외에 메타리온(裝身具인 목걸이 펜던트의 形)이나 프레이어 융단(가도용의 벽걸이식) 따위 회교풍의 것·마름모꼴을 조합시킨 듯한 직선적으로 경화된 무늬 구성인 터키식의 것이 있다.

### 고블랭(Gobelins)

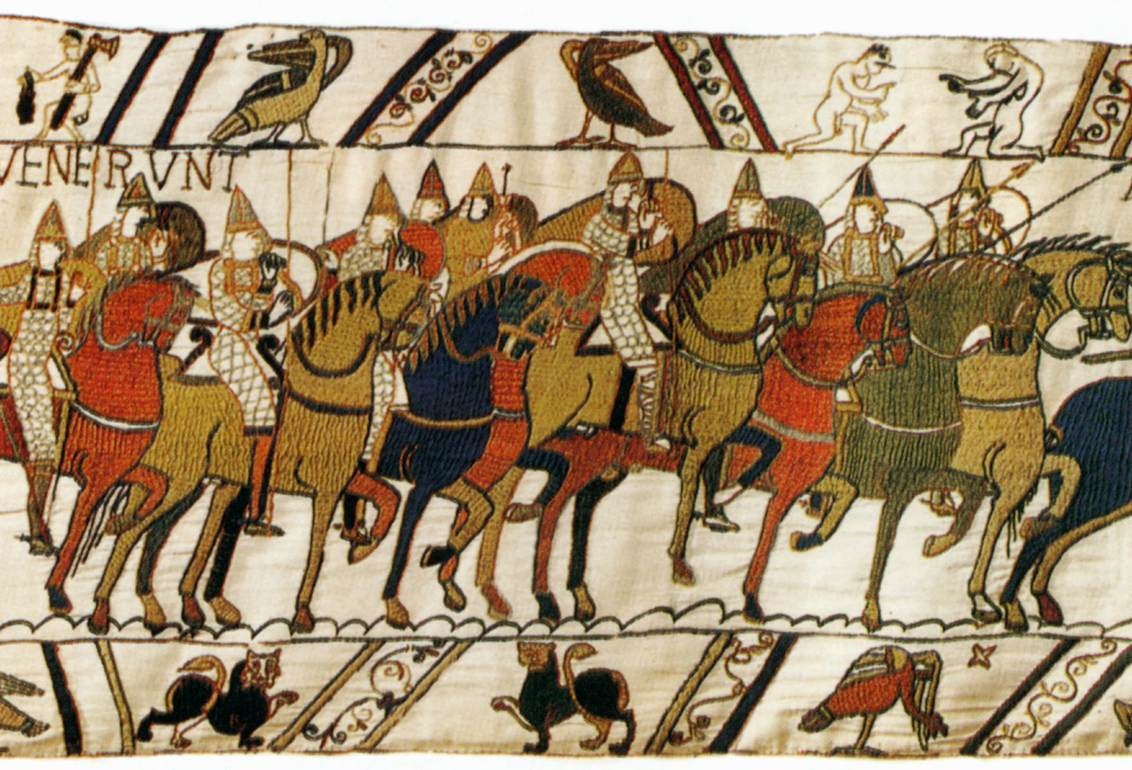
11세기의 태피스트리

고블랭은 유럽 석조건축과 분리시켜 생각할 수 없다. 차갑고 딱딱한 석벽에 걸은 태피스트리로 발달된 것으로서 중세의 성곽이나 사원 내부에서는 없어서는 안될 물건이었을 것이다. 태피스트리는 사원을 위하여 종교화를 밑그림으로 한 것, 봉건영주의 전공을 제재로 한 것, 지리나 풍속을 그린 것, 근대 예술작가의 작품에 의한 것 따위로 이러한 발달계로를 나타내고 있다.

## 직물 수출국
| 10대 직물 수출국 (2008년) (단위: 10억 달러) | 10대 직물 수출국 (2008년) (단위: 10억 달러) |
| ------------------------------------------- | ------------------------------------------- |
| 유럽 연합                                   | 80.2                                        |
| 중화인민공화국                              | 65.3                                        |
| 미국                                        | 12.5                                        |
| 대한민국                                    | 10.4                                        |
| 인도                                        | 10.3                                        |
| 튀르키예                                    | 9.4                                         |
| 중화민국                                    | 9.2                                         |
| 일본                                        | 7.3                                         |
| 파키스탄                                    | 7.2                                         |
| 아랍에미리트                                | 5.8                                         |
| 인도네시아                                  | 3.7                                         |
| 출처:                                       |                                             |

## 같이 보기
- 섬유
- 익직물